# هفيزد (إفانو-فرانكيفسكا)
هفيزد (Гвізд) هي مدينة في مقاطعة إفانو-فرانكيفسكا في أوكرانيا.